# Kamel Tahir
Kamel Tahir (en árabe: كمال طاهر‎; Saint-Eugène, Argelia francesa, 11 de enero de 1945 – 11 de enero de 2023) fue un futbolista argelino que jugaba en la posición de guardameta.

## Carrera

### Club
| Periodo   | Club             |
| --------- | ---------------- |
| 1962–1964 | OM Saint-Eugène  |
| 1964–1969 | USM Alger        |
| 1969–1971 | CS Douanes Alger |
| 1971–1977 | JS Kabylie       |

### Selección nacional
Debutó con Argelia el 24 de noviembre de 1971 en un empate 0-0 ante Libia y su último partido sería el 11 de mayo de 1974 en la derrota por 1-2 ante Túnez. Jugó 11 partidos con la selección nacional.

## Logros
- Campeonato Nacional de Argelia (3): 1972-73, 1973-74, 1976-77.
- Copa de Argelia (1): 1976-77.